# Sterowanie odporne
Sterowanie odporne, sterowanie krzepkie (ang. robust control) – sposób sterowania, gwarantujący:
- odpowiednie działanie,
- stabilność układu automatycznej regulacji,
- dopuszczalność,

nawet w przypadku, gdy rzeczywisty obiekt regulacji różni się od założonego modelu.
Projektując regulatory krzepkie, otwarcie ujmuje się niepewność występującą w układzie regulacji. Układ krzepki ma działać prawidłowo, o ile pewne parametry obarczone niepewnością lub zakłócenia pozostają w pewnym zbiorze (zwykle zbiorze zwartym). Metody odporne mają na celu uzyskanie krzepkiego działania lub krzepkiej stabilności w obecności ograniczonych błędów modelowania.
Odporność oznacza tolerancję dla błędów podczas identyfikacji (niewłaściwa struktura modelu) lub dla zmian parametrów obiektu (wzmocnienie układu, stałe czasowe, opóźnienie) w czasie. Nawet jeśli model matematyczny obiektu nie jest całkowicie prawidłowy, układ regulacji powinien być stabilny, a jego regulacja bliska optymalnej.
W niektórych przypadkach, odporność regulatora (np. PID) może oznaczać odpowiednią stabilność dla szerokiego pasma przenoszenia w odróżnieniu od stabilności optymalnej dla wąskiego pasma.

## Rys historyczny
Wczesne metody opracowane przez Hendrika Wade'a Bodego i innych badaczy ówczesnego okresu były stosunkowo krzepkie; metody zmiennych stanu opracowane w latach 60. i 70., jak czasami dowodzono, nie zapewniały krzepkości co dało impuls do badań nad ich ulepszeniem. W ten sposób powstała teoria sterowania odpornego, która rozwinęła się w latach 80. oraz 90. i nadal jest rozwijana.
W porównaniu ze sterowaniem adaptacyjnym, metodyka sterowania odpornego jest statyczna; nie polega więc na adaptacji regulatora do zmian w pomiarach, regulator projektowany jest do pracy z założeniem, że pewne zmienne będą nieznane, ale na przykład ograniczone.
W ujęciu potocznym mówi się, że regulator zaprojektowany dla określonego zbioru parametrów jest krzepki, jeśli pracowałby również poprawnie przy innym zbiorze założeń. Jednym z prostych przykładów metody sterowania krzepkiego jest układ ze sprzężeniem zwrotnym o dużym wzmocnieniu. W układzie takim, przy odpowiednim dużym wzmocnieniu, efekt dowolnych zmian parametrów będzie zaniedbywalny. Sprzężenie zwrotne o dużym wzmocnieniu to zasada, która pozwala na używanie w różnych zestawieniach uproszczonych modeli wzmacniaczy operacyjnych i tranzystorów bipolarnych o zdegenerowanym emiterze. Idea to była dobrze zrozumiana przez Bodego i Blacka już w 1927 roku.
Teoria sterowania odpornego rozwijana była od późnych lat 70. i wczesnych lat 80. Wkrótce powstało szereg metod zajmujących się ograniczoną niepewnością w układzie. Prawdopodobnie najważniejszy przykład metody sterowania odpornego to metoda kształtowania pętli H-nieskończoność, rozwinięta przez Duncana McFarlane'a i Keitha Glovera z Cambridge University. W metodzie tej minimalizuje się wrażliwość układu w spektrum częstotliwości, co gwarantuje, że układ taki zbytnio nie odchyli się od oczekiwanych trajektorii, jeśli zostanie poddany wpływowi zakłóceń.
Kolejny przykład to metoda sterowania LQR/LTR, którą rozwinięto by pokonać trudności powstające przy regulacji LQG.